# Bronzo (sous-marin)
Le Bronzo est un sous marin italien de la classe Platino (sous-classe de la Serie 600) utilisé par la Regia Marina pendant la Seconde Guerre mondiale.

## Conception et description
Les sous-marins de la classe Platino (également connu sous la classe Acciaio) est le dernier développement du type 600 comportant des améliorations par rapport à la série précédente, notamment en ce qui concerne les équipements et les aménagements internes, telles qu'une tourelle inférieure pour améliorer la stabilité et réduire la silhouette. Dans l'ensemble, même les bateaux de cette série donnent de bons résultats malgré toutes les limitations imposées par la mauvaise qualité des matériaux utilisés dans la construction en raison de difficultés d'approvisionnement, un défaut commun de la construction italienne de la période de la guerre.
Les sous-marins de la classe Platino ont été conçus comme des versions améliorées de la précédente classe Adua. Ils déplacent 697 tonnes en surface et 850 tonnes en immersion. Les sous-marins mesurent 60,18 mètres de long, ont une largeur de 6,44 mètres et un tirant d'eau de 4,78 mètres.
Pour la navigation de surface, les sous-marins sont propulsés par deux moteurs diesel de 700 chevaux (522 kW), chacun entraînant un arbre d'hélice. En immersion, chaque hélice est entraînée par un moteur électrique Ansaldo de 400 chevaux-vapeur (298 kW). Ils peuvent atteindre 14 nœuds (26 km/h) en surface et 7,3 nœuds (13,5 km/h) sous l'eau. En surface, la classe Platino possède une autonomie de 5 000 milles nautiques (9 300 km) à 8,5 noeuds (15,7 km/h), en immersion, elle a une autonomie de 80 milles nautiques (150 km) à 3 noeuds (5,6 km/h).
Les sous-marins sont armés de six tubes torpilles internes de 53,3 cm, quatre à l'avant et deux à l'arrière. Ils sont également armés d'un canon de pont de 100 mm pour le combat en surface. L'armement antiaérien léger varie et peut consister en une ou deux mitrailleuses de 20 mm ou une ou deux paires de mitrailleuses de 13,2 mm.

## Histoire
Le Bronzo est commandé pour le chantier naval de Cantieri Tosi à Tarente en Italie. La pose de la quille est effectuée le 2 décembre 1940, le Bronzo est lancé le 28 septembre 1941 et mis en service le 2 janvier 1942.
Le 9 juin 1942, il est affecté au VII Gruppo Sommergibili (VIIe groupe de submersibles), basé à Cagliari en Sardaigne.
Le 13 juin, il part en mer (sous le commandement du Lieutenant de vaisseau Cesare Buldrini) pour sa première mission : il doit constituer, avec trois autres sous-marins, un barrage entre le cap Faucon et le cap Ferrat (golfe d'Oran) en opposition à l'opération britannique "Harpoon", dans le cadre de la bataille de Pantelleria,. Il subit une attaque d'un avion qu'il évite en plongeant : il ne signale pas de dégâts, mais son repérage provoque une déviation de la formation britannique par rapport à l'itinéraire,. A 22h23 du 16 juin, il aperçoit le cuirassé HMS Malaya et un porte-avions et tente de se rendre à l'attaque, mais il est rejeté par l'escorte , devant plonger jusqu'à 117 mètres pour éviter une attaque . Le 29 juin, il retourne à la base.
Lors de la mission suivante - du 16 au 20 juillet - le Bronzo ne réussit pas à attaquer le mouilleur de mines rapide HMS Manxman (M70), qui a traversé son secteur d'opérations : le commandant Buldrini est blâmé pour cela.
Le 12 août, il est envoyé avec neuf autres sous-marins pour former un barrage dans le nord de la Tunisie, entre le Scoglio Fratelli et le Banco Skerki, en opposition à l'opération britannique Pedestal : la chose aboutit alors à la bataille de la mi-août (en italien : Battaglia di Mezzo Agosto). En fin de soirée de ce jour-là, pendant la bataille, le Bronzo aperçoit un grand navire marchand qui avance avec une grande lenteur et en flammes: il s'agit du bateau frigorifique Empire Hope, de 12 668 tonneaux de jauge brute (tjb),, chargé de kérosène, de charbon et d'explosifs ; l'unité avait été réduite dans cet état par les attaques des bombardiers allemands Junkers Ju 88 et Heinkel He 111. Abandonné par son équipage, il est récupéré par le destroyer HMS Penn. Le Bronzo lance trois torpilles et à 23h45 le navire est centré : réduit à une épave à la dérive, il reçoit le coup de grâce du destroyer HMS Bramham, coulant au large de La Goulette,. D'autres sources attribuent au Bronzo le naufrage, au lieu de l'Empire Hope, d'un autre navire marchand, le Fergusson Clan (7 437 tjb) ; ce navire est cependant coulé par un autre sous-marin italien, l'Alagi.
Le 18 août, alors qu'il rentre de nuit à sa base, le Bronzo est attaqué près du cap Spartivento en Sardaigne par un autre sous-marin qui lui lance une torpille, qu'il réussit à éviter et qui finit par exploser en mer. Le sous-marin italien part alors en contre-attaque et entre en collision avec un objet immergé, peut-être l'unité ennemie, mais il n'y a pas de confirmations.
Du 7 au 12 novembre, il est en mission au large de l'Algérie et de la Tunisie pour contrer l'opération Torch, mais il n'obtient aucun résultat.
Le 10 décembre 1942, dans la soirée, le Bronzo identifie deux croiseurs (il n'y en a en réalité qu'un seul, l'Argonaut) et autant de destroyers ennemis naviguant au large de Bona, les attaquant avec le lancement de quatre torpilles et devant plonger immédiatement après parce qu'aperçus et contre-attaqués par l'escorte,. Une première détonation est annoncée, puis une seconde beaucoup plus violente; lorsque - trois heures après l'attaque - le sous-marin revient à la surface, il aperçoit une colonne de fumée à l'endroit où se trouve le navire attaqué, faisant ainsi présumer d'une avarie,. Cependant, il n'y a pas de confirmations.
Du 6 au 13 janvier 1943, le Bronzo effectue une mission sans résultat.
Les 29 et 31 janvier, il subit deux attaques avec des grenades sous-marines.
Le 3 février, il coule accidentellement à 123 mètres (43 mètres en dessous de sa profondeur de test) avant de pouvoir arrêter la descente.
Le 10 juillet 1943, il quitte Pouzzoles sous le commandement du lieutenant de vaisseau Antonio Gherardi, pour se rendre au large des côtes de Syracuse,. Le même jour, il est attaqué par un sous-marin ennemi avec quatre torpilles, mais il les esquive grâce à différentes manœuvres. Vers six heures du jour suivant, le Bronzo détecte un bruit d'hélice qui est censé appartenir à des navires amis ; amené à une profondeur périscopique à une heure de l'après-midi, le Bronzo se révèle être au milieu d'une équipe formée par des dragueurs de mines HMS Seaham, HMS Boston, HMS Cromarty et HMS Poole,,. Lourdement bombardé par des grenades sous-marines avant de pouvoir plonger en profondeur, le Bronzo est contraint de faire surface et est immédiatement mitraillé et canonné : sous le feu des quatre navires anglais tombent le capitaine Gherardi, le capitaine en second, le sous-lieutenant Giuseppe Pellegrini, deux sous-officiers, un sous-chef et trois marins,,. Le reste de l'équipage abandonne le navire et saute à la mer : onze hommes sont récupérés par le Boston, cinq par le Poole et les autres par le Seaham. Arraisonné par le dragueur de mines Seaham, le Bronzo est capturé,.
Le sous-marin avait jusqu'alors effectué 19 missions de guerre, couvrant 10 963 milles nautiques (20 300 km) en surface et 2037 milles nautiques (3 780 km) sous l'eau .
Amarré à Malte, il est incorporé dans la Royal Navy avec les initiales HMS P 714 et remis en service à la fin de 1943 en Méditerranée. Le 24 janvier 1944, il est affecté aux Forces navales françaises libres, prenant le nouveau nom de Narval (T04), sous les ordres du Lieutenant de Vaisseau Pierre Clavier. En mars 1944 le Narval quitte Malte pour Alexandrie en Égypte où il entre en carénage jusqu'à la mi-Août. En décembre 1944, il est affecté à l'école d'écoute de Dakar, puis, plus tard devient un navire-école.
Il est mis en réserve à Oran en novembre 1945, puis est démoli en fin 1948.